# Berat
Berat (albanskt uttal: [ˈbɛ:rat], albanska: Berat med böjningsformen Berati) är en stad och kommun i prefekturen Berat i Albanien. Staden är huvudstad för prefekturen med samma namn som är en av de 12 prefekturerna i Albanien. Den nuvarande kommunen bildades 2015 genom sammanslagningen av kommunerna Berat, Otllak, Roshnik, Sinja och Velabishti. Kommunen hade 60 031 invånare (2011) på en yta av 379,98 km². Den tidigare kommunen hade 36 496 invånare (2011).
Staden är lokaliserad vid floden Osum. Man har en bra utsikt över Osumfloden eftersom staden huvudsakligen är belägen vid bergkanten. Staden har textil- och livsmedelsindustri.
Berat är säte för den albansk-ortodoxa kyrkan. 1922 proklamerades i Berat den autokefala albansk-ortodoxa kyrkan.

## Namn
De ursprungliga grekiska namnen blev ersatta av bysantinska namn. Staden fick namnet Pulcheriopolis, efter den östromerske kejsaren Theodosius II:s syster Pulcheria. Dagens namn härrör troligen från serbernas styre av staden och hette då Beligrad (jämför Belgrad), som betyder "den vita staden". Det har även föreslagits att dagens namn är en förvanskning av det äldre namnet Antipatrea som i sin tur är namngivet efter det antika Makedoniens härskare Antipatros.

## Förvaltningsområde och demografi
Berati är en stad och kommun i regionen med samma namn i Albanien. Kommunen har sitt huvudsäte i Berati, som också är huvudstad i regionen. Kommunen ligger centralt i den södra delen av landet och gränsar i nordöst till regionen Elbasani, i sydväst till regionen Fieri och i söder har kommunen en kort gräns till regionen Gjirokastra.
Kommunen upprättades genom en administrationsreform 2014, i och med att den tidigare kommunen Berati slogs samman med landskommunerna Velabisht, Otllak, Sinjë och Roshnik. De tidigare kommunerna ingår nu som kommunindelningar i den nya storkommunen.
Vid folkräkningen 2011 hade den dåvarande stadskommunen Berati 36 496 invånare, medan de fem kommunerna som i dag utgör storkommunen Berati, tillsammans hade 60 031 invånare.

## Historia
Ursprungligen en illyrisk bosättning, grundades staden under namnet Antipatrea på 300-talet f.Kr och blev en fästning för den illyriska stammen dasaretes. Området var senare underställt Romerska riket, Bysantinska riket, slaver och det Osmanska riket. Berat var för en kort tid huvudstad i det bulgariska riket.

## Geografi

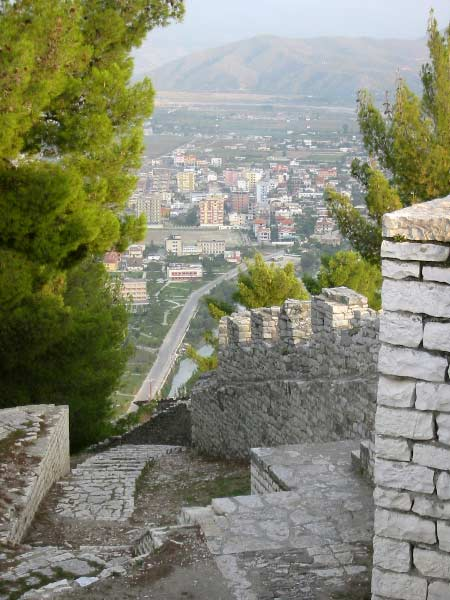
Utsikt över staden Berat från borgen.

Berat ligger på högra stranden av floden Osum, inte långt ifrån där den förenas med floden Molisht. Den gamla stadskärnan består av tre delar: Kalaja (på slottkullen), Mangalem (vid foten av slottkullen) och Gorica (på Osums vänstra bredd). Det finns en mängd vackra byggnader av stort arkitektoniskt och historiskt intresse. Tallskogarna ovanför staden, i sluttningarna av de höga Tomorr-bergen, utgör en vacker bakgrund. Floden Osumi har skapat en 915 meter djup klyfta genom kalkstenen på västsidan av dalen och bildar en brant naturlig fästning, runt vilken staden byggdes på flera flodterrasser.
Enligt en albansk legend var Tomorrberget ursprungligen en jätte som kämpade med en annan jätte som heter Shpirag över en ung kvinna. De dödade varandra och flickan drunknade i sina tåra, som blev till floden Osum. Berget Shpirag, uppkallad efter den andra jätten, ligger på klyftans vänstra bredd ovanför Gorica-distriktet.

## Stadsbild
Stadsbilden domineras av den medeltida fästningen, och det finns flera välbevarade stadsdelar från 1700- och 1800-talen i Berat. De historiska monument som finns kvar är många, även moskéer från olika epoker och åtta mycket gamla stenbroar. Berat förklarades som museistad  av diktatorn Enver Hoxha 1961 och blev 2005 upptagen på UNESCO:s världsarvslista.

## Sport
Det lokala fotbollslaget heter FK Tomori Berat

## Kända personer
- Babë Dud Karbunara (Jorgji Karbunara) - lärare, undertecknare av självständighetsförklaringen
- Ilias Bej Vrioni - politiker, premiärminister, undertecknare av självständighetsförklaringen
- Mehmet Ali Vrioni - politiker, vice president i den albanska Prizrenförbundet
- Sami Bey Vrioni - tecknare, undertecknare av självständighetsförklaringen
- Taq Tutulani - advokat, undertecknare av självständighetsförklaringen
- Ärkebiskop Kristoffer av Albanien - ärkebiskop i Tirana, Durres och hela Albanien från 1937 till 1948.
- Vexhi Buharaja - orientalist, översättare
- Sotir Kolea - folklorist, diplomat och aktivist
- Shpendi Sollaku - författare, poet, översättare och människorättsaktivist
- Afërdita Veveçka Priftaj - Albansk fysiker